# Crocidolomia ochritacta
Crocidolomia ochritacta là một loài bướm đêm trong họ Crambidae.